# Kandangrejo (Klambu)
Kandangrejo is een bestuurslaag in het regentschap Grobogan van de provincie Midden-Java, Indonesië. Kandangrejo telt 4222 inwoners (volkstelling 2010).